# Cheonan
Cheonan est une ville de la région du Chungcheong du Sud, en Corée du Sud. Sa position géographique est 36°49' Nord, 127°10' Est, environ 80 km au sud de Séoul. La ville se situe entre Séoul et Daejeon par l'autoroute comme par le train. Les trains classiques de la Gyeongbu Line s'arrêtent dans le centre de la ville à la gare de Cheonan, les trains rapides KTX s'arrêtent à la gare de Cheonan-Asan entre ces deux villes. Le rapprochement de Cheonan du centre de Séoul grâce aux KTX en fait une banlieue lointaine, ce qui est aussi visible de façon paradoxale par le fait que la ligne 1 du Métro de Séoul est prolongée jusqu'à Cheonan depuis janvier 2005.
Cheonan est connue pour plusieurs productions agricoles dont le raisin et les grosses poires chinoises, appelées en Corée poires coréennes. Le centre-ville est compact et entouré de petites montagnes. La principale attraction touristique proche est le Hall de l'indépendance comprenant un ensemble de musées patriotiques, de monuments et de jardins, incluant le musée de l'agression japonaise qui rappelle la dureté de cette occupation.

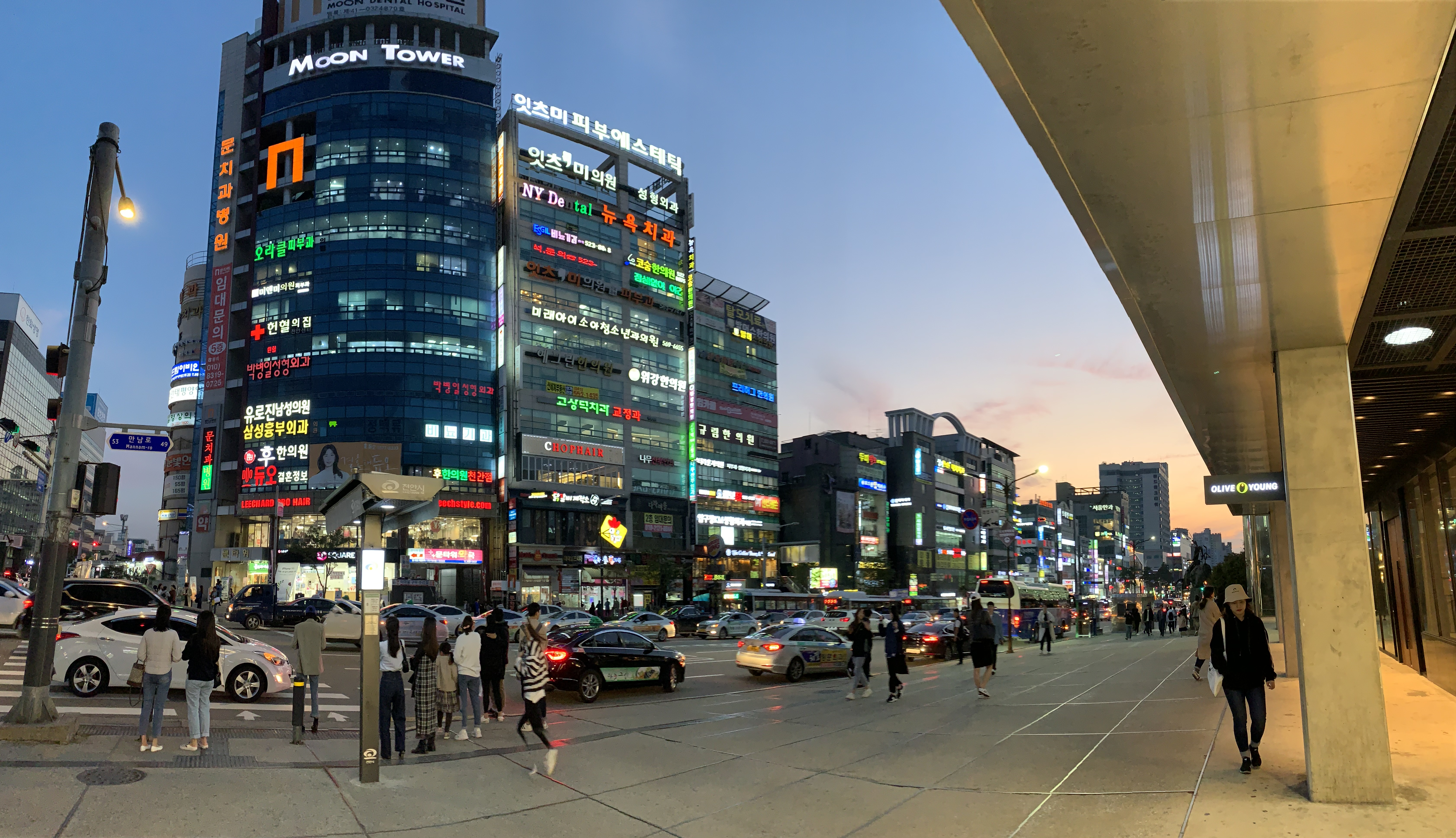
Entre le grand magasin Shinsegae et la Moon Tower

Un gâteau en forme de noix et en contenant est une spécialité culinaire locale. On trouve aussi le Byeongcheon Sundae, un plat de boudins faits de sang de bœuf et de légumes.
Chaque automne le festival Cheonan Heungtaryeong présente des groupes de danse et de chant, ainsi que des rayons de produits de l'agriculture.
Durant la guerre de Corée (1950-1953) la ville fut le théâtre d'une bataille qui vit la victoire des Nord-Coréens face aux États-Unis.

## Climat
| Mois                                  | jan.       | fév.       | mars       | avril     | mai       | juin      | jui.      | août      | sep.      | oct.      | nov.       | déc.       | année      |
| ------------------------------------- | ---------- | ---------- | ---------- | --------- | --------- | --------- | --------- | --------- | --------- | --------- | ---------- | ---------- | ---------- |
| Température minimale moyenne (°C)     | −7,9       | −5,6       | −1         | 4,7       | 11,2      | 16,5      | 20,9      | 21        | 15        | 7,2       | 0,8        | −4,9       | 6,5        |
| Température moyenne (°C)              | −2,9       | −0,4       | 4,8        | 11,5      | 17,2      | 21,5      | 24,7      | 25,1      | 20        | 13,3      | 6,2        | −0,1       | 11,8       |
| Température maximale moyenne (°C)     | 2,5        | 5,3        | 11,2       | 18,6      | 23,7      | 27,2      | 29,4      | 30,1      | 26        | 20,3      | 12,5       | 5,4        | 17,7       |
| Record de froid (°C) date du record   | −23,9 2001 | −19,9 1980 | −10,4 2016 | −5,2 2000 | 2 1981    | 6,9 1978  | 12,5 1976 | 12,1 1979 | 3 1987    | −4,3 2010 | −10,4 1979 | −18,7 1976 | −23,9 2001 |
| Record de chaleur (°C) date du record | 16,5 2002  | 22,2 2021  | 26,7 2013  | 31,2 2005 | 33,9 2014 | 34,8 1994 | 37,7 1994 | 37,8 2018 | 33,9 1997 | 28,4 1987 | 25,3 2011  | 18,2 2004  | 37,8 2018  |
| Ensoleillement (h)                    | 171,5      | 183,6      | 216,7      | 233,3     | 249,3     | 221,6     | 184,2     | 206,9     | 198,7     | 214,7     | 164        | 160,3      | 2 412,7    |
| Précipitations (mm)                   | 23,4       | 26,4       | 45,9       | 61,4      | 85,7      | 133,1     | 264,7     | 298,3     | 158,4     | 53,1      | 49,2       | 26,8       | 1 226,5    |
| Nombre de jours avec précipitations   | 8,3        | 6,7        | 7,9        | 7,6       | 7,7       | 8,6       | 13,9      | 13,6      | 8,6       | 6,2       | 8,7        | 9,5        | 107,3      |
| Humidité relative (%)                 | 72,1       | 68,3       | 65,7       | 62,1      | 65,9      | 72,4      | 79,4      | 78,7      | 76,5      | 73        | 73,2       | 72,8       | 71,7       |
| Nombre de jours avec neige            | 8,7        | 5,3        | 2,1        | 0,1       | 0         | 0         | 0         | 0         | 0         | 0,1       | 2,4        | 7,2        | 25,9       |

| Diagramme climatique                                  |             |            |             |              |               |               |             |           |             |             |             |
| J                                                     | F           | M          | A           | M            | J             | J             | A           | S         | O           | N           | D           |
| 2,5−7,923,4                                           | 5,3−5,626,4 | 11,2−145,9 | 18,64,761,4 | 23,711,285,7 | 27,216,5133,1 | 29,420,9264,7 | 30,121298,3 | 2615158,4 | 20,37,253,1 | 12,50,849,2 | 5,4−4,926,8 |
| Moyennes : • Temp. maxi et mini °C • Précipitation mm |             |            |             |              |               |               |             |           |             |             |             |

## Transport
- Gare de Cheonan – Asan
- Gare de Cheonan
- Cheonan (métro de Séoul), station de la ligne 1 du métro de Séoul

## Universités
De nombreuses universités sont implantées à Cheonan, qui veut devenir un centre de haute technologie. On peut citer :
- Baekseok College, autrefois Cheonan College of Foreign Studies
- Cheonan National Technical College
- Cheonan University
- Cheonan Yonam College
- Dankook University (campus satellite)
- International Graduate University for Peace
- Korea Nazarene University
- Korea University of Technology and Education
- Namseoul University
- Sangmyung University